# Fakta
Fakta A/S (Eigenschreibweise: fakta) war eine dänische Discountkette, die zur dänischen Coop amba gehörte. Das Unternehmen betrieb Märkte in ganz Dänemark. Weiterhin betreibt man über eine Tochtergesellschaft drei Grenzhandelsgeschäfte im Norden Deutschlands. Bis Ende des Jahres 2022 wurden alle dänische Märkte auf die neue Vertriebslinie Coop 365discount umgeflaggt oder geschlossen, die drei deutschen Märkte sind von der Umflaggung vorerst nicht betroffen.
Mit einem Marktanteil von 22,9 Prozent im Discount-Lebensmittelhandel belegte das Unternehmen 2010 hinter Mitbewerber Netto den zweiten Platz.

## Geschichte

### Fakta in Dänemark
Fakta wurde 1981 als Dansk Discount A/S von Keld und Thorkild Droob, zusammen mit John Hanssen in Vejle gegründet. Bereits im folgenden Jahr wurde der Name in Fakta geändert. 1987 wurden die bestehenden 84 Fakta-Märkte an die FDB, die heutige Coop amba verkauft.
2011 war angedacht die Anzahl der Märkte innerhalb von vier Jahren auf 450 Standorte zu steigern. Im gleichen Jahr verlegte das Unternehmen den Sitz zur Muttergesellschaft Coop, nach Albertslund. Im August 2021 betrieb Fakta 322 Filialen in ganz Dänemark.
Zu Beginn des Jahres 2022 beschloss Coop, dass das Konzept von Coop 365discount ausgerollt werden soll, Fakta sollte weiterhin bestehen bleiben, die Anzahl der Standorte auf gut 200 reduziert werden.
Im September 2022 gab Coop schließlich bekannt, dass Fakta bis Ende desselben Jahres vollständig auf Coop 365discount aufgegangen sein wird. Hintergrund für die Entscheidung war der Russischer Krieg in der Ukraine und die folgende Inflation, die zu einem preisbetonteren Einkauf der Menschen führte. Das Konzept von Coop 365 discount, das ab September 2020 getestet wurde, wurde dabei weiterentwickelt.

### Fakta in Deutschland

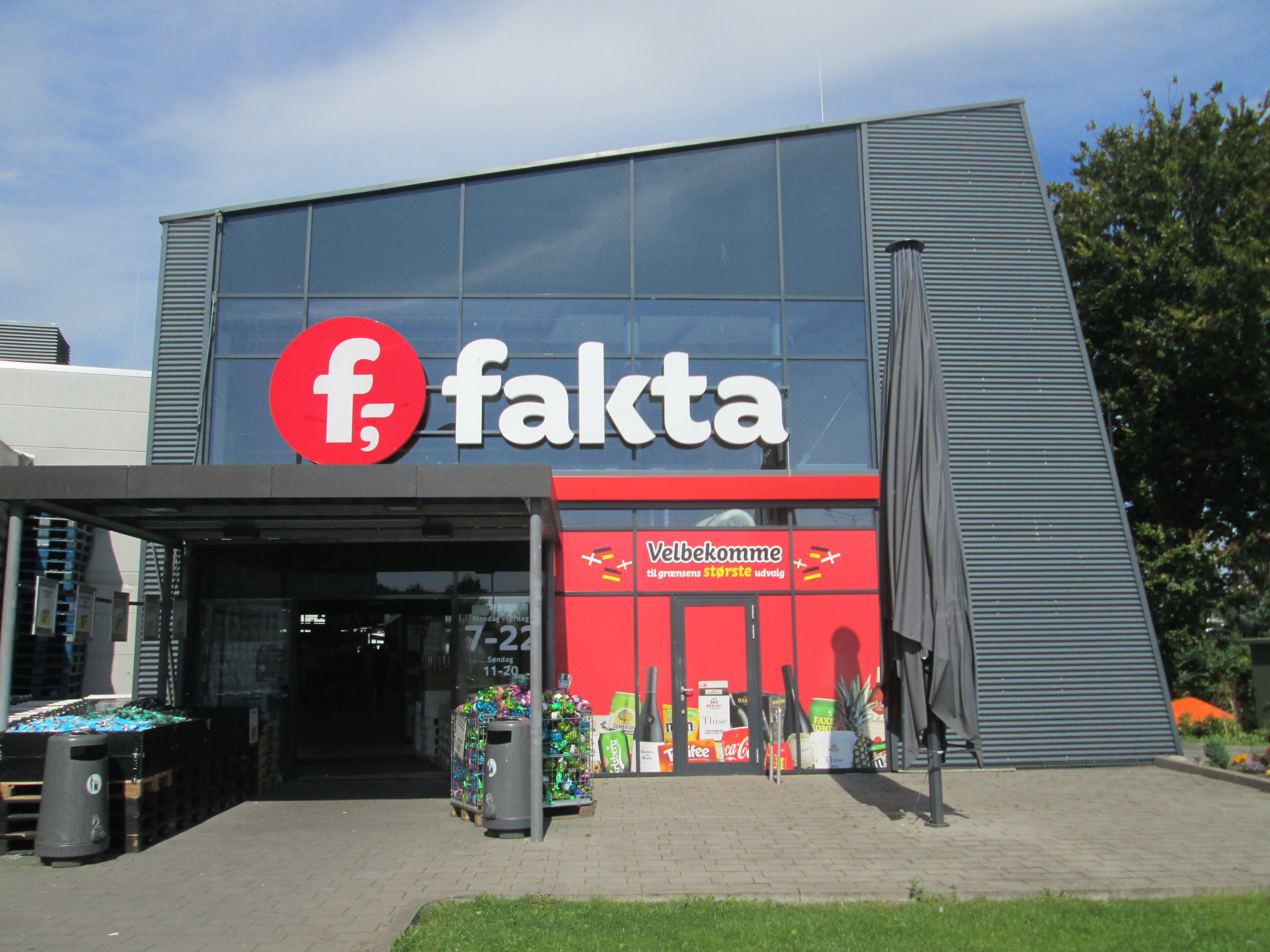
Fakta-Markt in Harrislee

2012 übernahm Coop die beiden Grenzhandelsgeschäfte Sonja & Wolfgang in Aventoft und Harrislee und betrieb diese als Mieter vorerst unter dem alten Namen weiter. Am 20. März 2013 wurden nach sechswöchiger Umbauzeit beide Standorte als Fakta-Märkte wiedereröffnet. Mit dem Standort in Süderlügum wurde am 6. Dezember 2013 der dritte Fakta-Markt Deutschlands eröffnet. Ende September 2022 wurde bekannt, dass Coop die Liegenschaften übernommen hat. Eine Umflaggung von Fakta in Deutschland ist bisher (Stand: Oktober 2023) nicht angedacht. Die deutsche Tochtergesellschaft Fakta GmbH hat ihren Sitz in Harrislee.